# Past simple
Past simple (Past indefinite) в английском языке — прошедшее время, претерит (лат. praeteritum) — одна из модальностей грамматической категории времени, форма финитного глагола, используемая для описания ситуации, имевшей место до момента речи или до момента, описываемого в речи.

## Образование Past simple
В большинстве случаев, чтобы сформировать прошедшее время в английском языке, past simple, необходимо прибавить окончание -ed к глаголу. Это правило действует для так называемых «правильных» глаголов английского языка. Помимо правильных глаголов, существуют неправильные глаголы, для которых применяются свои формы образования прошедшего времени.

### Виды предложений
1. Утвердительные предложения: Для того, чтобы поставить английский глагол во время Past simple, нужно использовать его «вторую форму». Для большинства глаголов («правильных») она образуется прибавлением окончания -ed (и совпадает с так называемой «третьей формой» — participle II). Неправильные глаголы имеют индивидуальные вторую и третью формы. Пример: I played; You played; We played. I got here and didn’t know anybody (Я пришёл сюда и не знал никого). Если в предложении мы используем глагол to be (когда у нас нету глаголов в сообщении), то утверждение будет формироваться так: We/You/They + were + subject (подлежащее). I/He/She/It + was + subject. Примеры: I was very strong - Я был очень силён, We were stupid - Мы были глупы.
2. Вопросительные предложения: В вопросительном предложении перед подлежащим нужно использовать вспомогательный глагол do в прошедшем времени — did, а после подлежащего поставить основной, значимый глагол в начальной форме. Пример: Did I play?; Did you play?; Did we play?. Образование с глаголом To be: Was + i/he/she/it + subject, Were + we/you/they + subject. Примеры: Where were you yesterday? -  Где ты был вчера?, Was he right? - Он был прав?
3. Отрицательные предложения: В отрицательных предложениях перед глаголом нужно поставить вспомогательный глагол did и отрицательную частицу not. Пример: I did not play; You did not play; We did not play. Глагол To be: I/He/She/It. + was not (более короткий вариант - wasn't) + subject, We/You/They + were not (короткий вариант - weren't) + subject. Примеры: I wasn't his friend! - Я не был его другом!, They were not here - Их здесь не было. Также можно задавать вопросы с отрицанием по типу "Её здесь не было?" - Wasn't she here?